# Clyman, Wisconsin
Clyman là một làng thuộc quận Dodge, tiểu bang Wisconsin, Hoa Kỳ. Năm 2006, dân số của làng này là 388 người.